# Juvenilhormon

Hormonelle Regulation der Insektenhäutung

Struktur von Juvenilhormon I

Struktur von Juvenilhormon II

Struktur von Juvenilhormon III

Struktur von Methylfarnesoat

Juvenilhormon (JH) ist ein Hormon der Insekten, das die Ausbildung der Larvenmerkmale reguliert, bzw. das Produkt der Häutung festlegt. Es gibt unterschiedliche Typen von JH (JH0 bis JHIII, 4-Methyl-JHI, 12′-OH-JHIII, 8′-OH-JHIII, 4′-OH-JHIII). JHIII kommt als Einziges in allen Insektenordnungen vor, JHI, II und 0 nur in Schmetterlingen.

## Biologische Funktion
Während das Hormon Ecdyson eine periodische Häutung auslöst, entscheidet dabei die Konzentration an Juvenilhormon, ob es zu einer Larvalhäutung oder Verpuppung bei holometabolen Insekten bzw. Adulthäutung bei hemimetabolen Insekten kommt. Bei Anwesenheit von JH kommt es zur Larvalhäutungen. Fällt die Konzentration allerdings unter einen bestimmten Schwellenwert, so entsteht bei der nächsten Häutung eine Puppe. Aus dieser schlüpft schließlich die Imago.
In adulten Insekten stimuliert JH außerdem die Synthese von Vitellogenin und seine Einlagerung in die Eizellen.
Überhöhte Gaben führen zu Entwicklungsstörungen in Form von überzähligen Larvalhäutungen. Dabei treten häufig Missbildungen auf, zudem können sich die Tiere dann nicht mehr vollständig häuten und verenden, bevor sie das fortpflanzungsfähige Adultstadium erreicht haben. Diesen Effekt nutzen viele Pflanzen, indem sie Juvenoide produzieren, um damit ihre Fressfeinde abzuwehren (z. B. Juvabion bei der Balsamtanne oder Farnesol bei Maiglöckchen). Nach dem gleichen Prinzip funktionieren Analoga des Juvenilhormons (z. B. Fenoxycarb oder Methopren), die als Insektizid in der Landwirtschaft eingesetzt werden können. Nachteil ist die mangelnde Artspezifität sowie die hydrophoben Eigenschaften der Juvenilhormone.
Entfernt man das Juvenilhormon bei einer Insektenlarve frühzeitig, so verpuppt sich diese zwar, wächst aber nicht zu ihrer vollen Größe heran.

## Biosynthese
JH wird in den hinter dem Gehirn liegenden meist paarig vorkommenden Corpora allata (Einzahl: Corpus allatum) gebildet und direkt in die Hämolymphe abgegeben, wo es an bestimmte Transportproteine bindet. Speicherung von JH findet nicht statt. Die Syntheseaktivität der Corpora allata wird durch hemmende (Allatostatin) und aktivierende (Allatotropin) Faktoren gesteuert. 

## Sonstiges
Chemisch gesehen sind Juvenilhormone Sesquiterpene.